# Life is Strange
Life is Strange – epizodyczna komputerowa gra przygodowa o charakterze fikcji interaktywnej, wyprodukowana przez Dontnod Entertainment i wydana przez Square Enix. Fabuła gry śledzi poczynania Maxine Caulfield, młodej adeptki fotografii, która odkrywa, że potrafi w dowolnym momencie cofnąć czas, co sprawia, że wszystko, co zrobi, wywołuje efekt motyla. Gra składa się z pięciu odcinków, które wydawane były co około dwa miesiące, a pierwszy z nich, zatytułowany Chrysalis, wydano 30 stycznia 2015. Life is Strange jest dostępna na dziewięciu platformach: Microsoft Windows, PlayStation 4, PlayStation 3, Xbox One, Xbox 360, macOS, Linux, iOS i Android, głównie w dystrybucji cyfrowej.
Centralnym motywem fabuły gry jest wewnętrzna przemiana głównej bohaterki, na którą wpływ mają podejmowane w trakcie rozgrywki decyzje. Działania gracza mogą oddziaływać na późniejsze wydarzenia, stosunek innych postaci do protagonistki itp. Zdolność do podróży w czasie jest ograniczona – podjętą decyzję można cofać dowolną liczbę razy, ale tylko do pewnego momentu, zwykle przejścia do innego obszaru, co sprawia, że konsekwencje poczynań Caulfield pozostają nieznane. Gra porusza tematykę tożsamości, tego, co ją kształtuje, a także pamięci, ukazuje nostalgię nastolatki i zmagania z samym sobą.
Prace nad grą rozpoczęły się w kwietniu 2013. Za formatem epizodycznym stały zarówno przesłanki natury finansowej, jak i sam proces twórczy. Zespół producencki odbył podróż na północno-zachodnie wybrzeże Stanów Zjednoczonych celem jak najwierniejszego oddania panujących tam realiów i zakrzywił archetypiczne wyobrażenia o głównych bohaterach gier tego typu, aby stworzyć postacie posiadające własny charakter. Gra zyskała uznanie krytyków, którzy docenili rozwój protagonistki i samą mechanikę gry.
Na Life is Strange zwrócono także uwagę ze względu na to, że główne role odgrywają tu postaci kobiece. Przed zawarciem współpracy ze Square Enix Dontnod Entertainment nie otrzymał kredytu zaufania od innych wydawców, którzy chętniej widzieliby w głównej roli mężczyznę.

## Fabuła
Wydarzenia w grze mają miejsce w tygodniu poprzedzającym 7 października 2013 i są przedstawione z perspektywy Maxine „Max” Caulfield (głos: Hannah Telle), uczennicy fikcyjnej Akademii Blackwell. Szkoła zlokalizowana jest w rodzinnej miejscowości głównej bohaterki, Arcadia Bay w Oregonie, do której wraca ona po kilkuletnim pobycie w Seattle.
Wprowadzeniem do gry jest koszmarna wizja, w której Max widzi latarnię morską niszczoną przez zbliżające się do Arcadia Bay, powiększające się tornado. Wybudza się z wizji, aby odkryć, że znajduje się w klasie i jest w trakcie zajęć. Aby wrócić do siebie, Caulfield udaje się do łazienki, gdzie jest świadkiem morderstwa innej dziewczyny. Próbując zainterweniować, cofa czas, aby odnaleźć się z powrotem w klasie. Świadoma dalszego przebiegu wydarzeń, Max szybko kieruje się z powrotem do łazienki, gdzie udaje jej się uratować dziewczynę. Jak się później okazuje, uratowana to jej dawna przyjaciółka z dzieciństwa, Chloe Price (Ashly Burch). Dziewczyny udają się razem na spacer w okolice latarni, podczas którego Max ponownie doświadcza wizji, a następnie wyjawia Chloe swoją zdolność do manipulowania czasem. Okazuje się, że wizja Max wcale nie jest snem, tylko zapowiedzią zbliżającej się do miasta katastrofy.
Następnego dnia Max zauważa, że jej koleżanka z klasy, Kate Marsh (Dayeanne Hutton) jest nękana przez innych uczniów ze względu na filmik, na którym widać, jak podczas imprezy obściskuje się z wieloma osobami. Rozwój wydarzeń sugeruje, że Kate była pod wpływem narkotyków. Max odwiedza bar, w którym matka Chloe, Joyce (Cissy Jones), pracuje w charakterze kelnerki. Razem z Chloe decyduje się poeksperymentować ze swoją zdolnością, co jednak jest na tyle męczące, że powoduje krwotok z nosa i omdlenie. Gdy Max dochodzi do siebie, Chloe odwozi ją z powrotem do Akademii Blackwell. Podczas zajęć, wszyscy są wezwani na dziedziniec, ponieważ Kate ma zamiar popełnić samobójstwo poprzez skok z dachu akademika. Caulfield udaje się zatrzymać czas i dotrzeć do Kate przed skokiem – od gracza zależy, czy dziewczynę udaje się uratować. Ostatecznie Max i Chloe obiecują sobie wyjaśnić tajemnicę stojącą za tym, co przydarzyło się Kate i Rachel Amber, przyjaciółce Chloe, która ostatnio zaginęła.
Max i Chloe włamują się pod osłoną nocy do gabinetu dyrektora Akademii Blackwell, żeby dowiedzieć się więcej o ostatnich wydarzeniach. Po przeszukaniu gabinetu włamują się na basen, żeby popływać. Ochrona szkoły pojawia się, żeby sprawdzić co się dzieje. Dziewczynom udaje się uciec do domu Chloe. Następnego dnia do domu powraca David Madsen, ojczym Chloe i szef szkolnej ochrony. Między nim a dziewczynami dochodzi do konfrontacji. Max i Chloe udają się do baru, pod którym parkuje kamper Franka Bowersa (Daniel Bonjour), znajomego Rachel. Odkrywają tam, że Rachel zataiła przed Chloe swój związek z Frankiem. Chloe, wzburzona, odchodzi. W internacie Max przygląda się starej fotografii. Niespodziewanie zostaje przeniesiona w czasie do dnia, w którym zdjęcie zostało zrobione. Odkrywając, że ma możliwość uratować życie ojca Chloe, ukrywa klucze do jego samochodu, niezamierzenie tworząc alternatywną rzeczywistość, w której ojciec Chloe żyje, ale sama Chloe porusza się na wózku inwalidzkim.
W alternatywnej rzeczywistości Max odnajduje zdjęcie, dzięki któremu uratowała ojca Chloe i udaje jej się za jego pomocą cofnąć poprzednią decyzję i przywrócić pierwotny bieg wydarzeń. Max i Chloe kontynuują swoje śledztwo i zbierają wskazówki, które ostatecznie doprowadzają je do opuszczonej stodoły, będącej własnością zamożnej rodziny Prescottów. Dziewczyny odkrywają bunkier ukryty pod budynkiem i znajdują w nim niepokojące zdjęcia Kate Marsh i zaginionej Rachel Amber. Na jednym ze zdjęć Rachel znajduje się na opuszczonym złomowisku, na którym często spotykała się z Chloe. Protagonistki szybko udają się w stronę złomowiska, gdzie odnajdują zakopane zwłoki Rachel. Max i Chloe poszukują Nathana Prescotta (Nik Shriner), którego uważają za sprawcę zbrodni. Podczas „End of the World Party”, imprezy organizowanej przez elitarny Vortex Club, otrzymują od niego SMSa, w którym grozi on, że zniszczy wszystkie dowody. Wracają na złomowisko, gdzie zostają zaatakowane przez Marka Jeffersona (Derek Phillips), jednego z nauczycieli w Akademii Blackwell, który najpierw wstrzykuje Max środek nasenny, a następnie zabija Chloe przez strzał w głowę.
Max zostaje porwana i jest przetrzymywana w bunkrze przez Jeffersona, który wyjawia, że porywał młode dziewczyny, które wykorzystywał jako modelki. Twierdzi, że tylko w ten sposób był w stanie uchwycić ich niewinność. Max korzysta ze swoich mocy aby uciec przy użyciu zdjęcia. Powracając do lekcji z Jeffersonem wysyła wiadomość do Ojczyma Chloe, Davida Madsena (Don McManus) informując o tożsamości porywacza. Jefferson zostaje ujęty, Chloe uratowana a Max wygrywa konkurs fotograficzny i otrzymuje nagrodę w postaci wyjazdu do San Francisco do galerii sztuki, na wystawę, na której zostaje wystawione jej zwycięskie zdjęcie. Podczas wydarzenia dzwoni do Chloe i uświadamia sobie, że pomimo wszystkich wysiłków tornado uderza w Arcadia Bay. Max cofa się w czasie do momentu, w którym zrobiła zwycięskie zdjęcie, co ostatecznie powoduje podróż przez liczne alternatywne rzeczywistości, które przekształcają się w koszmar na jawie. Po ocknięciu się z koszmaru Max z pomocą Chloe dociera do latarni. Bohaterki muszą zmierzyć się z faktem, że podróże w czasie Max są powodem powstania tornada o sile wychodzącej poza skalę Fujity. Max musi podjąć decyzję: Oszczędzić Chloe i skazać Arcadia Bay na zniszczenie lub poświęcić życie Chloe aby ocalić miasteczko.

### Odcinki
| Odcinek | Autorzy                         | Data wydania         | Data wydania |
| --- | ------------------------------- | -------------------- | ------------ |
| Episode 1: Chrysalis | Christian Divine, Jean-Luc Cano | 30 stycznia 2015     |              |
| Maxine Caulfield odkrywa, że potrafi cofać czas i ratuje swoją dawną przyjaciółkę, Chloe Price, od śmierci poprzez postrzelenie.                                      |                                 |                      |              |
| |                                 |                      |              |
| Episode 2: Out of Time | Christian Divine, Jean-Luc Cano | 24 marca 2015        |              |
| Chloe przekonuje Max do eksperymentowania ze swoją mocą, podczas gdy Max próbuje pomóc Kate Marsh, nękanej przez innych studentów koleżance z grupy.                  |                                 |                      |              |
| |                                 |                      |              |
| Episode 3: Chaos Theory | Christian Divine, Jean-Luc Cano | 19 maja 2015         |              |
| Max i Chloe odkrywają mroczne sekrety Arcadia Bay. Max dowiaduje się niechcący, jak dalekosiężne konsekwencje może mieć korzystanie z jej mocy.                       |                                 |                      |              |
| |                                 |                      |              |
| Episode 4: Dark Room | Christian Divine, Jean-Luc Cano | 28 lipca 2015        |              |
| Śledztwo Max i Chloe przynosi wreszcie wymierne rezultaty – udaje się odnaleźć martwą Rachel Amber. Tożsamość zbrodniarza jest jednak zaskoczeniem dla protagonistki. |                                 |                      |              |
| |                                 |                      |              |
| Episode 5: Polarized | Christian Divine, Jean-Luc Cano | 20 października 2015 |              |
| Podczas gdy tornado zbliża się do Arcadia Bay, Max cofa się w czasie aby uratować przyszłość.                                                                         |                                 |                      |              |

## Rozgrywka
Life is Strange to gra przygodowa, w której gracz steruje główną bohaterką z perspektywy trzeciej osoby. W trakcie rozgrywki gracz otrzymuje możliwość cofania czasu, która pozwala na ponowne podjęcie decyzji albo wykorzystanie zdobytej wiedzy; czas można cofać w okresach wyznaczonych przez punkty kontrolne, w których stan gry jest zapisywany. Podjęte decyzje mają wpływ na rozwój fabuły w bliższej lub dalszej perspektywie. W dialogach wykorzystano strukturę drzewa; odbytą rozmowę również można cofnąć i poprowadzić w inny sposób, korzystając ze zdobytych przed cofnięciem czasu informacji. Również rzeczy zgromadzone w ekwipunku przed cofnięciem czasu pozostaną w nim po fakcie. Interakcja ze światem przedstawionym odbywa się poprzez graficzny interfejs użytkownika w postaci ręcznie rysowanych ikon. Aby zachęcić do szerszej eksploracji świata gry, na każdym poziomie umieszczono easter eggi.

## Produkcja
Prace nad grą rozpoczęły się w kwietniu 2013. Inaczej niż zazwyczaj, najpierw pojawił się pomysł na mechanikę gry, z którą producent eksperymentował już w swojej poprzedniej grze, Remember Me; postać Maxine Caulfield powstała jako uzupełnienie już opracowanego systemu cofania się w czasie. Format epizodyczny został wybrany zarówno ze względu na możliwości finansowe studia, jak i sam proces twórczy. Pozwoliło to na zgodny z wolą twórców rozwój akcji w wolnym tempie. Wcześnie w procesie produkcyjnym podjęto decyzję o przeznaczeniu większej części budżetu na pisanie fabuły i aktorów głosowych. W zamyśle twórców, główną rolę w grze miały odegrać wybory i ich konsekwencje, dlatego większy nacisk położono na fabułę i planowanie postaci, niż na tradycyjne dla gatunku zagadki w systemie „wskaż i kliknij”.
Ekipa odpowiedzialna za produkcję udała się do Oregonu, robiła tam zdjęcia, przeglądała lokalną prasę i korzystała z Google Street View, aby możliwie najwierniej odwzorować region w grze. Zjawiska nadprzyrodzone towarzyszące rozwojowi fabuły są metaforą wewnętrznego konfliktu z samym sobą. Tekstury w grze zostały wykonane ręcznie, aby „dopasować się do dzisiejszych gustów, szczególnie doceniających oryginalność i różnorodność”.
Mimo znacznych różnic dzielących Life is Strange i poprzednią grę produkcji Dontnod, Moris zwraca uwagę, że obie gry poruszają zbliżoną tematykę pamięci i tożsamości. Wykorzystując ulepszoną wersję silnika Unreal Engine 3, zastosowano w grze narzędzia i efekty specjalne, „jak błyskawice i głębia ostrości”, zaprojektowane dla Remember Me. Szczególną uwagę poświęcono sekwencjom cofania czasu: pożądany efekt artystyczny osiągnięto wykorzystując m.in. postprocessing i podwójną ekspozycję. Wśród inspiracji, twórcy gry wymieniają The Walking Dead, Gone Home i Heavy Rain, a także powieść Buszujący w zbożu, której główny bohater nosi takie samo nazwisko, jak protagonistka Life is Strange. Proces tworzenia postaci odbywał się na zasadzie zniekształcania znanych archetypów Podobnie jak w Remember Me, Dontnod zdecydowali się umieścić kobietę w głównej roli, ujawniając jednocześnie, że potencjalni wydawcy naciskali na to, żeby była to jednak postać męska.
Ścieżkę dźwiękową do gry skomponował Jonathan Morali, frontman francuskiego zespołu muzycznego Syd Matters. Piosenki Syd Matters, jak również innych wykonawców i zespołów indierockowych, takich jak José González, Mogwai, Breton, Amanda Palmer, Brian Viglione, Bright Eyes, Message to Bears, Local Natives, Sparklehorse, Angus & Julia Stone, alt-J i Mud Flow również zostały wykorzystane w grze i odgrywają istotną rolę w budowaniu nastroju.

## Wydanie gry
Life is Strange zostało zapowiedziane przez Square Enix 11 sierpnia 2014. Wydawca wyraził w grudniu 2014 zainteresowanie możliwością wydania gry na nośnikach fizycznych, ale dodał, że cały wysiłek jest wkładany w wydanie cyfrowe. Jako datę wydania pierwszego odcinka zapowiedziano 30 stycznia 2015. Zapowiadanej daty premiery dotrzymano.
W lutym 2015 do Internetu wyciekła niedokończona wersja drugiego odcinka. Drugi odcinek został ostatecznie wydany 24 marca 2015, trzeci 19 maja 2015, czwarty 28 lipca 2015, zaś piąty 20 października 2015.
Do dnia 23 lipca 2015 roku gra została sprzedana w ponad milionie egzemplarzy.
W związku z pozytywnym przyjęciem gry, twórcy zapowiedzieli, że niewykluczone jest stworzenie kontynuacji. Zaznaczyli jednak, że zawarta w pięciu odcinkach historia Maxine stanowi spójną i zamkniętą całość, dlatego – wzorem seriali takich jak American Horror Story czy Detektyw – druga część zostałaby zrealizowana z innymi postaciami i opowiadała inną historię.

## Odbiór gry
| Gra                     | GameRankings                               | Metacritic                                 |
| ----------------------- | ------------------------------------------ | ------------------------------------------ |
| Episode 1: Chrysalis    | 78,07% (PC) 77,66% (PS4) 79,07% (Xbox One) | 77/100 (PC) 75/100 (PS4) 77/100 (Xbox One) |
| Episode 2: Out of Time  | 80,29% (PC) 78,86% (PS4) 71,9% (Xbox One)  | 77/100 (PC) 78/100 (PS4) 73/100 (Xbox One) |
| Episode 3: Chaos Theory | 76,33% (PC) 79,75% (PS4) 83% (Xbox One)    | 80/100 (PC) 80/100 (PS4) 80/100 (Xbox One) |
| Episode 4: Dark Room    | 90,00% (PC) 82,50% (PS4) 73,75% (Xbox One) | 76/100 (PC) 81/100 (PS4) 74/100 (Xbox One) |
| Episode 5: Polarized    | –                                          | 83/100 (PC) 81/100 (PS4) 80/100 (Xbox One) |

Gra została skrytykowana za lip-sync i nieudane próby wprowadzenia języka potocznego do dialogów. Krytycy docenili jednak rozwój postaci i mechanikę podróży w czasie, dochodząc do wniosku, że powinno powstać więcej gier tego typu. Forbes odnotował sprawne połączenie kilku gatunków w grze.

### Nagrody
| \| Rok \| Nagroda \| Kategoria \| Nominowani / zwycięzcy \| Wynik \| Przypis \| \| ---- \| ------------------------------------------------------------- \| ----------------------------------------------------------- \| --------------------------------- \| ----------- \| -------- \| \| 2015 \| Develop Industry Excellence Awards \| Nowa marka – PC / konsole \| Life is Strange \| 1. miejsce \| [61] \| \| 2015 \| Develop Industry Excellence Awards \| Wykorzystanie narracji \| Life is Strange \| 1. miejsce \| [61] \| \| 2015 \| Golden Joystick Awards \| Najlepsza gra oryginalna \| Life is Strange \| 2. miejsce \| [62] \| \| 2015 \| Golden Joystick Awards \| Najlepsza narracja \| Life is Strange \| 2. miejsce \| [62] \| \| 2015 \| Golden Joystick Awards \| Najlepsza oprawa dźwiękowa \| Life is Strange \| 2. miejsce \| [62] \| \| 2015 \| Golden Joystick Awards \| Najlepsza scena \| Uratowanie Kate \| 3. miejsce \| [62] \| \| 2015 \| Golden Joystick Awards \| Aktorka głosowa \| Ashly Burch jako Chloe Price \| 1. miejsce \| [62] \| \| 2015 \| Golden Joystick Awards \| Gra roku \| Life is Strange \| 3. miejsce \| [62] \| \| 2015 \| Global Game Awards \| Najlepsza gra przygodowa \| Life is Strange – odcinek 1. \| 1. miejsce \| [63] \| \| 2015 \| Global Game Awards \| Najlepsza fabuła \| Life is Strange – odcinek 1. \| 2. miejsce \| [63] \| \| 2015 \| Global Game Awards \| Najlepsza gra oryginalna \| Life is Strange – odcinek 1. \| 1. miejsce \| [63] \| \| 2015 \| Global Game Awards \| Gra roku \| Life is Strange – odcinek 1. \| 2. miejsce \| [63] \| \| 2015 \| The Game Awards \| Najlepsza narracja \| Life is Strange \| Nominacja \| [64] \| \| 2015 \| The Game Awards \| Najlepszy występ \| Ashly Burch jako Chloe Price \| Nominacja \| [64] \| \| 2015 \| The Game Awards \| Gra zaangażowana \| Life is Strange \| 1. miejsce \| [64] \| \| 2015 \| „PlayStation Official Magazine” \| Najlepsza gra w odcinkach \| Life is Strange \| 1. miejsce \| [65] \| \| 2015 \| „PlayStation Official Magazine” \| Najlepsza scena \| Finał odcinka 2. \| 1. miejsce \| [65] \| \| 2015 \| 20 najlepszych gier 2015 roku według magazynu „Vice Canada” \| Najlepsza gra \| Life is Strange \| 4. miejsce \| [66] \| \| 2015 \| 20 najlepszych gier 2015 roku według magazynu „Vulture” \| Najlepsza gra \| Life is Strange \| 1. miejsce \| [67] \| \| 2015 \| 10 najlepszych gier 2015 roku według Red Bull Games \| Najlepsza gra \| Life is Strange \| 2. miejsce \| [68] \| \| 2015 \| Polygon’s Games of the Year 2015 \| Gra roku \| Life is Strange \| 7. miejsce \| [69] \| \| 2015 \| Destructoid’s Best of 2015 \| Najlepsza gra na konsolę Xbox One \| Life is Strange \| Nominacja \| [70][71] \| \| 2015 \| 10 najlepszych gier 2015 roku według magazynu „Eurogamer” \| Najlepsza gra \| Life is Strange \| 10. miejsce \| [72] \| \| 2015 \| Ars Technica \| Najlepsza gra \| Life is Strange \| 8. miejsce \| [73] \| \| 2015 \| Giant Bomb \| Najlepsza scena albo sekwencja \| Finał odcinka 2. \| 2. miejsce \| [74] \| \| 2016 \| 10 najlepszych gier 2015 roku według magazynu „New Statesman” \| Najlepsza gra \| Life is Strange \| 1. miejsce \| [75] \| \| 2016 \| Hardcore Gamer’s Best of 2015 \| Najlepsza gra przygodowa \| Life is Strange \| 2. miejsce \| [76] \| \| 2016 \| PlayStation Blog’s Best of 2015 \| Najlepsza gra na konsolę PlayStation 4 \| Life is Strange \| Nominacja \| [77][78] \| \| 2016 \| PlayStation Blog’s Best of 2015 \| Najlepsza fabuła \| Life is Strange \| 2. miejsce \| [77][78] \| \| 2016 \| PlayStation Blog’s Best of 2015 \| Najlepsza ścieżka dźwiękowa \| Life is Strange \| 2. miejsce \| [77][78] \| \| 2016 \| PlayStation Blog’s Best of 2015 \| Najlepsza gra dostępna wyłącznie w dystrybucji cyfrowej \| Life is Strange \| 2. miejsce \| [77][78] \| \| 2016 \| D.I.C.E. Awards \| Wybitne osiągnięcie w dziedzinie reżyserii \| Life is Strange \| Nominacja \| [79][80] \| \| 2016 \| D.I.C.E. Awards \| Przygodowa gra roku \| Life is Strange \| Nominacja \| [79][80] \| \| 2016 \| D.I.C.E. Awards \| Wybitne osiągnięcie w dziedzinie projektowania postaci \| Max Caulfield \| Nominacja \| [79][80] \| \| 2016 \| Game Developers Choice Awards \| Nagroda publiczności \| Life is Strange \| 1. miejsce \| [81] \| \| 2016 \| SXSW Gaming Awards \| Wyróżniająca się narracja \| Life is Strange \| Nominacja \| [82][83] \| \| 2016 \| SXSW Gaming Awards \| Najbardziej obiecująca nowa marka \| Life is Strange \| Nominacja \| [82][83] \| \| 2016 \| SXSW Gaming Awards \| Matthew Crump Cultural Innovation Award \| Life is Strange \| Nominacja \| [82][83] \| \| 2016 \| National Academy of Video Game Trade Reviewers \| Kierunek artystyczny (gra osadzona w czasach współczesnych) \| Life is Strange \| Nominacja \| [84] \| \| 2016 \| National Academy of Video Game Trade Reviewers \| Projekt postaci \| Life is Strange \| 1. miejsce \| [84] \| \| 2016 \| National Academy of Video Game Trade Reviewers \| Reżyseria \| Life is Strange \| Nominacja \| [84] \| \| 2016 \| National Academy of Video Game Trade Reviewers \| Projekt gry (nowa marka) \| Life is Strange \| Nominacja \| [84] \| \| 2016 \| National Academy of Video Game Trade Reviewers \| Najlepsza licencjonowana ścieżka dźwiękowa (nowa marka) \| Life is Strange \| 1. miejsce \| [84] \| \| 2016 \| National Academy of Video Game Trade Reviewers \| Piosenka (oryginalna albo adaptowana) \| Life is Strange – „To All of You” \| 1. miejsce \| [84] \| \| 2016 \| National Academy of Video Game Trade Reviewers \| Dobór piosenek \| Life is Strange \| Nominacja \| [84] \| \| 2016 \| National Academy of Video Game Trade Reviewers \| Scenariusz w grze dramatycznej \| Life is Strange \| Nominacja \| [84] \| \| 2016 \| National Academy of Video Game Trade Reviewers \| Gra (oryginalna gra przygodowa) \| Life is Strange \| Nominacja \| [84] \| \| 2016 \| British Academy Games Awards \| Najlepsza gra \| Life is Strange \| Nominacja \| [85] \| \| 2016 \| British Academy Games Awards \| Gra innowacyjna \| Life is Strange \| Nominacja \| [85] \| \| 2016 \| British Academy Games Awards \| Najbardziej oryginalna marka \| Life is Strange \| Nominacja \| [85] \| \| 2016 \| British Academy Games Awards \| Wykonawca \| Ashly Burch \| Nominacja \| [85] \| \| 2016 \| British Academy Games Awards \| Scenariusz \| Life is Strange \| 1. miejsce \| [85] \| \| 2016 \| Peabody-Facebook Futures of Media Awards \| Osiągnięcie w dziedzinie prowadzenia narracji \| Life is Strange \| 1. miejsce \| [86] \| \| 2016 \| The Games for Change Awards \| Gra roku \| Life is Strange \| 1. miejsce \| [87][88] \| \| 2016 \| The Games for Change Awards \| Najbardziej znacząca gra \| Life is Strange \| 1. miejsce \| [87][88] \| \| 2016 \| The Games for Change Awards \| Najlepsza rozgrywka \| Life is Strange \| Nominacja \| [87][88] \| \| 2016 \| The Games for Change Awards \| Największa innowacja \| Life is Strange \| Nominacja \| [87][88] \| \| 2016 \| Japan Game Awards \| Projekt gry \| Life is Strange \| 1. miejsce \| [89] \| \| 2016 \| Apple’s Best of 2016 \| Gra roku \| Life is Strange \| 1. miejsce \| [90] \| \| 2016 \| Nagrody Steam \| „Wcale nie płaczę, coś mi wpadło do oka” \| Life is Strange \| Nominacja \| [91] \| |                                                               |                                                             |                                   |             |               |
| Rok | Nagroda                                                       | Kategoria                                                   | Nominowani / zwycięzcy            | Wynik       | Przypis       |
| 2015 | Develop Industry Excellence Awards                            | Nowa marka – PC / konsole                                   | Life is Strange                   | 1. miejsce  | [ 61 ]        |
| 2015 | Develop Industry Excellence Awards                            | Wykorzystanie narracji                                      | Life is Strange                   | 1. miejsce  | [ 61 ]        |
| 2015 | Golden Joystick Awards                                        | Najlepsza gra oryginalna                                    | Life is Strange                   | 2. miejsce  | [ 62 ]        |
| 2015 | Golden Joystick Awards                                        | Najlepsza narracja                                          | Life is Strange                   | 2. miejsce  | [ 62 ]        |
| 2015 | Golden Joystick Awards                                        | Najlepsza oprawa dźwiękowa                                  | Life is Strange                   | 2. miejsce  | [ 62 ]        |
| 2015 | Golden Joystick Awards                                        | Najlepsza scena                                             | Uratowanie Kate                   | 3. miejsce  | [ 62 ]        |
| 2015 | Golden Joystick Awards                                        | Aktorka głosowa                                             | Ashly Burch jako Chloe Price      | 1. miejsce  | [ 62 ]        |
| 2015 | Golden Joystick Awards                                        | Gra roku                                                    | Life is Strange                   | 3. miejsce  | [ 62 ]        |
| 2015 | Global Game Awards                                            | Najlepsza gra przygodowa                                    | Life is Strange – odcinek 1.      | 1. miejsce  | [ 63 ]        |
| 2015 | Global Game Awards                                            | Najlepsza fabuła                                            | Life is Strange – odcinek 1.      | 2. miejsce  | [ 63 ]        |
| 2015 | Global Game Awards                                            | Najlepsza gra oryginalna                                    | Life is Strange – odcinek 1.      | 1. miejsce  | [ 63 ]        |
| 2015 | Global Game Awards                                            | Gra roku                                                    | Life is Strange – odcinek 1.      | 2. miejsce  | [ 63 ]        |
| 2015 | The Game Awards                                               | Najlepsza narracja                                          | Life is Strange                   | Nominacja   | [ 64 ]        |
| 2015 | The Game Awards                                               | Najlepszy występ                                            | Ashly Burch jako Chloe Price      | Nominacja   | [ 64 ]        |
| 2015 | The Game Awards                                               | Gra zaangażowana                                            | Life is Strange                   | 1. miejsce  | [ 64 ]        |
| 2015 | „PlayStation Official Magazine”                               | Najlepsza gra w odcinkach                                   | Life is Strange                   | 1. miejsce  | [ 65 ]        |
| 2015 | „PlayStation Official Magazine”                               | Najlepsza scena                                             | Finał odcinka 2.                  | 1. miejsce  | [ 65 ]        |
| 2015 | 20 najlepszych gier 2015 roku według magazynu „Vice Canada”   | Najlepsza gra                                               | Life is Strange                   | 4. miejsce  | [ 66 ]        |
| 2015 | 20 najlepszych gier 2015 roku według magazynu „Vulture”       | Najlepsza gra                                               | Life is Strange                   | 1. miejsce  | [ 67 ]        |
| 2015 | 10 najlepszych gier 2015 roku według Red Bull Games           | Najlepsza gra                                               | Life is Strange                   | 2. miejsce  | [ 68 ]        |
| 2015 | Polygon’s Games of the Year 2015                              | Gra roku                                                    | Life is Strange                   | 7. miejsce  | [ 69 ]        |
| 2015 | Destructoid’s Best of 2015                                    | Najlepsza gra na konsolę Xbox One                           | Life is Strange                   | Nominacja   | [ 70 ] [ 71 ] |
| 2015 | 10 najlepszych gier 2015 roku według magazynu „Eurogamer”     | Najlepsza gra                                               | Life is Strange                   | 10. miejsce | [ 72 ]        |
| 2015 | Ars Technica                                                  | Najlepsza gra                                               | Life is Strange                   | 8. miejsce  | [ 73 ]        |
| 2015 | Giant Bomb                                                    | Najlepsza scena albo sekwencja                              | Finał odcinka 2.                  | 2. miejsce  | [ 74 ]        |
| 2016 | 10 najlepszych gier 2015 roku według magazynu „New Statesman” | Najlepsza gra                                               | Life is Strange                   | 1. miejsce  | [ 75 ]        |
| 2016 | Hardcore Gamer’s Best of 2015                                 | Najlepsza gra przygodowa                                    | Life is Strange                   | 2. miejsce  | [ 76 ]        |
| 2016 | PlayStation Blog’s Best of 2015                               | Najlepsza gra na konsolę PlayStation 4                      | Life is Strange                   | Nominacja   | [ 77 ] [ 78 ] |
| 2016 | PlayStation Blog’s Best of 2015                               | Najlepsza fabuła                                            | Life is Strange                   | 2. miejsce  | [ 77 ] [ 78 ] |
| 2016 | PlayStation Blog’s Best of 2015                               | Najlepsza ścieżka dźwiękowa                                 | Life is Strange                   | 2. miejsce  | [ 77 ] [ 78 ] |
| 2016 | PlayStation Blog’s Best of 2015                               | Najlepsza gra dostępna wyłącznie w dystrybucji cyfrowej     | Life is Strange                   | 2. miejsce  | [ 77 ] [ 78 ] |
| 2016 | D.I.C.E. Awards                                               | Wybitne osiągnięcie w dziedzinie reżyserii                  | Life is Strange                   | Nominacja   | [ 79 ] [ 80 ] |
| 2016 | D.I.C.E. Awards                                               | Przygodowa gra roku                                         | Life is Strange                   | Nominacja   | [ 79 ] [ 80 ] |
| 2016 | D.I.C.E. Awards                                               | Wybitne osiągnięcie w dziedzinie projektowania postaci      | Max Caulfield                     | Nominacja   | [ 79 ] [ 80 ] |
| 2016 | Game Developers Choice Awards                                 | Nagroda publiczności                                        | Life is Strange                   | 1. miejsce  | [ 81 ]        |
| 2016 | SXSW Gaming Awards                                            | Wyróżniająca się narracja                                   | Life is Strange                   | Nominacja   | [ 82 ] [ 83 ] |
| 2016 | SXSW Gaming Awards                                            | Najbardziej obiecująca nowa marka                           | Life is Strange                   | Nominacja   | [ 82 ] [ 83 ] |
| 2016 | SXSW Gaming Awards                                            | Matthew Crump Cultural Innovation Award                     | Life is Strange                   | Nominacja   | [ 82 ] [ 83 ] |
| 2016 | National Academy of Video Game Trade Reviewers                | Kierunek artystyczny (gra osadzona w czasach współczesnych) | Life is Strange                   | Nominacja   | [ 84 ]        |
| 2016 | National Academy of Video Game Trade Reviewers                | Projekt postaci                                             | Life is Strange                   | 1. miejsce  | [ 84 ]        |
| 2016 | National Academy of Video Game Trade Reviewers                | Reżyseria                                                   | Life is Strange                   | Nominacja   | [ 84 ]        |
| 2016 | National Academy of Video Game Trade Reviewers                | Projekt gry (nowa marka)                                    | Life is Strange                   | Nominacja   | [ 84 ]        |
| 2016 | National Academy of Video Game Trade Reviewers                | Najlepsza licencjonowana ścieżka dźwiękowa (nowa marka)     | Life is Strange                   | 1. miejsce  | [ 84 ]        |
| 2016 | National Academy of Video Game Trade Reviewers                | Piosenka (oryginalna albo adaptowana)                       | Life is Strange – „To All of You” | 1. miejsce  | [ 84 ]        |
| 2016 | National Academy of Video Game Trade Reviewers                | Dobór piosenek                                              | Life is Strange                   | Nominacja   | [ 84 ]        |
| 2016 | National Academy of Video Game Trade Reviewers                | Scenariusz w grze dramatycznej                              | Life is Strange                   | Nominacja   | [ 84 ]        |
| 2016 | National Academy of Video Game Trade Reviewers                | Gra (oryginalna gra przygodowa)                             | Life is Strange                   | Nominacja   | [ 84 ]        |
| 2016 | British Academy Games Awards                                  | Najlepsza gra                                               | Life is Strange                   | Nominacja   | [ 85 ]        |
| 2016 | British Academy Games Awards                                  | Gra innowacyjna                                             | Life is Strange                   | Nominacja   | [ 85 ]        |
| 2016 | British Academy Games Awards                                  | Najbardziej oryginalna marka                                | Life is Strange                   | Nominacja   | [ 85 ]        |
| 2016 | British Academy Games Awards                                  | Wykonawca                                                   | Ashly Burch                       | Nominacja   | [ 85 ]        |
| 2016 | British Academy Games Awards                                  | Scenariusz                                                  | Life is Strange                   | 1. miejsce  | [ 85 ]        |
| 2016 | Peabody-Facebook Futures of Media Awards                      | Osiągnięcie w dziedzinie prowadzenia narracji               | Life is Strange                   | 1. miejsce  | [ 86 ]        |
| 2016 | The Games for Change Awards                                   | Gra roku                                                    | Life is Strange                   | 1. miejsce  | [ 87 ] [ 88 ] |
| 2016 | The Games for Change Awards                                   | Najbardziej znacząca gra                                    | Life is Strange                   | 1. miejsce  | [ 87 ] [ 88 ] |
| 2016 | The Games for Change Awards                                   | Najlepsza rozgrywka                                         | Life is Strange                   | Nominacja   | [ 87 ] [ 88 ] |
| 2016 | The Games for Change Awards                                   | Największa innowacja                                        | Life is Strange                   | Nominacja   | [ 87 ] [ 88 ] |
| 2016 | Japan Game Awards                                             | Projekt gry                                                 | Life is Strange                   | 1. miejsce  | [ 89 ]        |
| 2016 | Apple’s Best of 2016                                          | Gra roku                                                    | Life is Strange                   | 1. miejsce  | [ 90 ]        |
| 2016 | Nagrody Steam                                                 | „Wcale nie płaczę, coś mi wpadło do oka”                    | Life is Strange                   | Nominacja   | [ 91 ]        |